# Europejski Puchar Formuły Renault 2000 Sezon 2000
Europejski Puchar Formuły Renault 2000 Sezon 2000 (ang. Eurocup Formula Renault 2000) – 10. sezon w historii serii. Zmagania rozpoczęły się 16 kwietnia na włoskim torze Mugello Circuit, a zakończyły 10 grudnia w Hiszpanii, na Circuit Ricardo Tormo. Tytuł w klasyfikacji kierowców zdobył Brazylijczyk Felipe Massa, a wśród zespołów – włoska ekipa JD Motorsport.

## Kalendarz wyścigów
| Wyścig | Tor                           | Data            | Najszybsze okrążenie | Zwycięzca (kierowcy) | Zwycięzca (zespoły)   |
| ------ | ----------------------------- | --------------- | -------------------- | -------------------- | --------------------- |
| 1      | Mugello Circuit               | 16 kwietnia     | Danny Watts          | Matteo Grassotto     | JD Motorsport         |
| 2      | Circuit Park Zandvoort        | 14 maja         | Matteo Grassotto     | Matteo Grassotto     | JD Motorsport         |
| 3      | Circuit de Spa-Francorchamps  | 11 czerwca      | Charles Zwolsman Jr. | Richard Antinucci    | JD Motorsport         |
| 4      | Autodromo Nazionale di Monza  | 25 czerwca      | Fabrizio del Monte   | Felipe Massa         | Cram Competition      |
| 5      | Donington Park                | 16 lipca        | Kimi Räikkönen       | Kimi Räikkönen       | Manor Motorsport      |
| 6      | Nürburgring                   | 27 sierpnia     | Éric Salignon        | Markus Winkelhock    | SL Formula Racing     |
| 7      | Circuit de Spa-Francorchamps  | 24 września     | Renaud Derlot        | Kimi Räikkönen       | Manor Motorsport      |
| 8      | Circuit Ricardo Tormo         | 8 października  | Felipe Massa         | Felipe Massa         | Cram Competition      |
| 9      | Circuit de Nevers Magny-Cours | 22 października | Felipe Massa         | Felipe Massa         | Cram Competition      |
| 10     | Circuit Ricardo Tormo         | 10 grudnia      | Ronnie Quintarelli   | Jörg Hardt           | Walter Lechner Racing |